# کشیشتف مانچینسکی
کشیشتف مانچینسکی (لهستانی: Krzysztof Mączyński؛   ‏ تلفظ نام‌کوچک لهستانی: [ˈkʂɨʂtɔf]؛ ‏ زادهٔ ۲۳ مهٔ ۱۹۸۷) یک بازیکن فوتبال اهل لهستان است.
از باشگاه‌هایی که در آن بازی کرده‌است می‌توان به ویسوا کراکوف، گورنیک زابژه و باشگاه فوتبال گوئیژو رن اشاره کرد.
وی همچنین در تیم ملی فوتبال لهستان بازی کرده‌است.